# Zdolność sądowa
Zdolność sądowa – zdolność do występowania w procesie sądowym w charakterze strony.
Poza stronami procesu zdolność sądową posiadają:
- interwenienci uboczni,
- uczestnicy w postępowaniu nieprocesowym,
- podmioty postępowania egzekucyjnego i zabezpieczającego.

Zdolność sądowa jest odpowiednikiem zdolności prawnej i tak jak zdolność prawna – nie podlega żadnym ograniczeniom. Podmioty, które mają zdolność prawną, mają równocześnie zdolność sądową. Zdolność sądową posiada:
- każda osoba fizyczna od chwili urodzenia do śmierci,
- nasciturus ma zdolność prawną w zakresie dziedziczenia (art. 927 § 2 i art. 972 k.c. oraz  art. 75 k.r.o.) uzależnioną od tego, że urodzi się żywy
- osoby prawne z momentem uzyskania osobowości prawnej, a więc albo z momentem, w którym ustawa powołuje konkretny podmiot do życia albo z chwilą stwierdzenia w trybie przewidzianym dla określonej grupy podmiotów, iż konkretny podmiot do takiej grupy należy, np. w drodze wpisu dokonanego do odpowiedniego rejestru. Nie mają zdolności sądowej jednostki organizacyjne osoby prawnej.

Zdolność sądową mają także niektóre inne jednostki organizacyjne, które nie mają osobowości prawnej. Jednakże ustawa musi im przyznawać zdolność prawną.